# Rouvilleite
La rouvilleite è un minerale.